# 関白 (曲)
「関白」（かんぱく）は、SEAMOの1枚目のシングル。デビューシングルとして、2005年（平成17年）3月23日にBMG JAPANよりリリースされた。

## 収録曲
1. 関白
作詞：さだまさし/高田尚輝　作曲：さだまさし/高田尚輝/鈴木ヒロト　編曲：鈴木ヒロト
日本テレビ系「音楽戦士 MUSIC FIGHTER」2005年3月度テーマ。
さだまさしが1979年に発表した「関白宣言」をリメイクしている。
2. 天狗〜祭りのテーマ〜 
作詞：高田尚輝　作曲・編曲：高田尚輝/DJ 034/Growth
CBC『ザ・プロ野球　燃えよドラゴンズ!』2008年度テーマ曲。
地元・名古屋をこよなく愛する想いから、日本テレビ系「音楽戦士 MUSIC FIGHTER」より生まれた楽曲。
3. 関白（Instrumental）
4. 天狗〜祭りのテーマ〜（Instrumental）